# 子葉

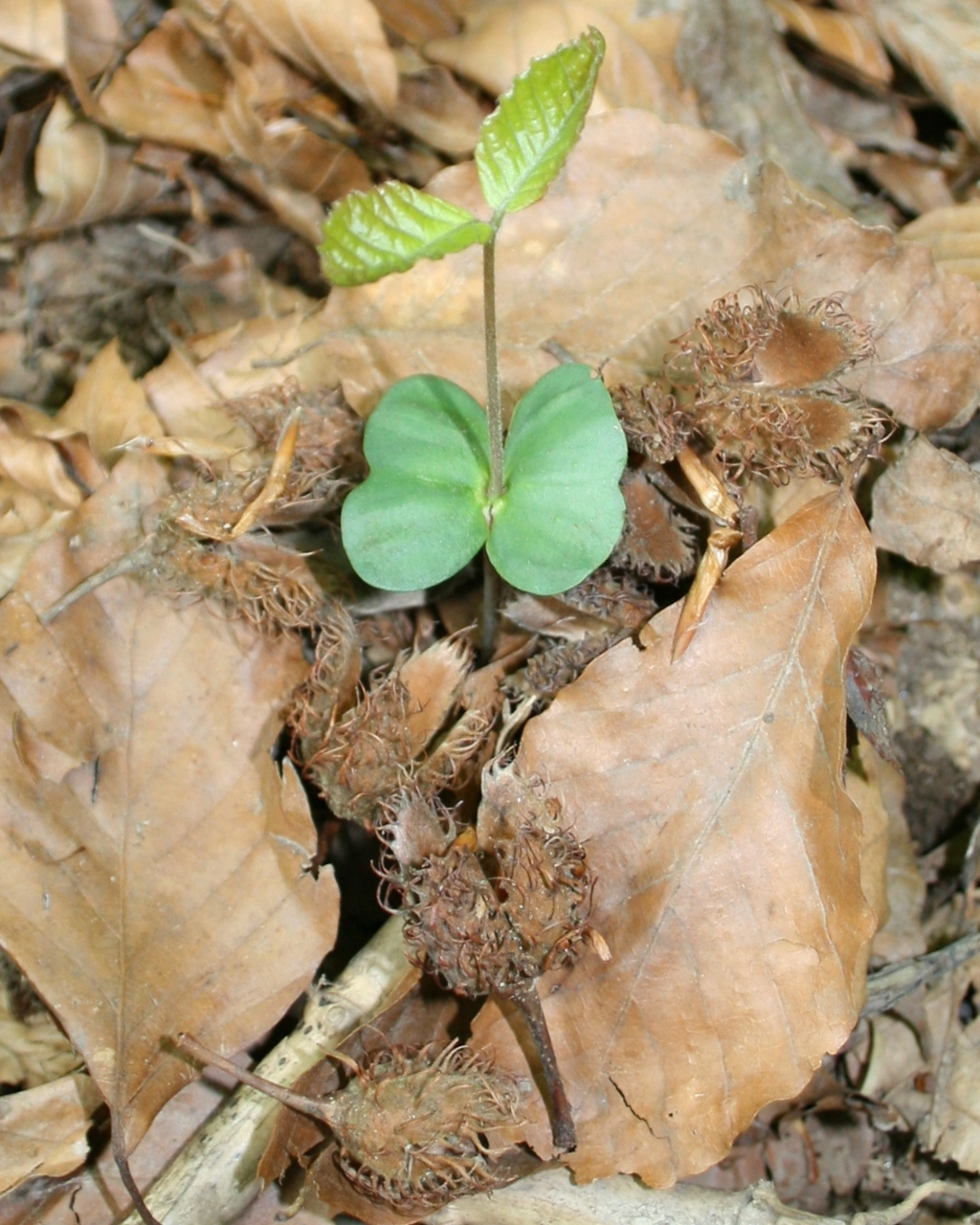
種子から発芽したブナの対生する子葉（下）と本葉（上）

子葉（しよう）とは、種子植物で種子の中の胚にすでにできている、個体として最初の葉である。形は成体の葉とは大きく異なることが多い。単子葉類では1枚、双子葉類では2枚が多い。2枚が対生する双子葉類の子葉はとくに目だつため、俗に双葉（ふたば、二葉）という。

## 概要
被子植物では子葉の数が分類の基準として用いられている。双子葉類では一部の例外（ニリンソウなど）を除き子葉は2枚ある。ただし、双子葉植物のセツブンソウやコマクサ、シクラメン、ヤブレガサなどの子葉は例外的に1つである。そのため、「擬似単子葉」とよばれる。ほぼ対生するが非対称のものもある。単子葉類では子葉は1枚である。これらは子葉の数に基づいて分類群として命名されている（ただし双子葉類には単子葉類が分化する以前の原始的被子植物も含む）。裸子植物では子葉の数は様々であり、数枚以上のものが多い。（多子葉という）
種子に胚乳がなく、代わりに子葉が栄養を貯蔵している植物もある。胚乳のある種子は子葉は小さく、無胚乳種子は、大きい。身近なものでは豆類や栗、ドングリなどがそうである。さらに発芽の際に子葉を土中に残したまま地上に伸びる植物もあり、この場合子葉は光合成を全く行わない。
発芽後、子葉の次に出てくる通常の葉のことは、子葉（しよう）に対して本葉（ほんよう）と呼ばれ、俗に双葉（ふたば）に対しては本葉（ほんば）とも呼ばれる。ただし、インゲンやエダマメは、本葉が出る前に初生葉がでる。

### 形状
本葉よりも厚いことが多い。本葉には鋸歯があるが、子葉の場合無いもしくは、目立たないことが多い。また、サボテンなど本葉が特殊な形な植物でも、子葉の形は他の植物のものとあまり違いがない。
一方で、単子葉植物の子葉の多くは長細く棒状であり、平行線状の脈がある。なお、扁平ではない。